# Låt oss nu Jesus prisa
Låt oss nu Jesus prisa är en gammal påskpsalm i tio verser skriven av Haquin Spegel 1694. Dess ursprungliga titelrad var "Låt oss nu JEsum prisa". I 1819 års psalmbok anges att Johan Olof Wallin bearbetat texten 1819 och i nästa psalmbok anges att Jesper Swedberg gjort en bearbetning däremellan, 1694. Dessa insatser finns inte medtagna i 1986 års psalmbok då psalmen bearbetades ytterligare av Karl-Gustaf Hildebrand 1983.
Psalmen inleds 1695 med orden:
Låt oss nu JEsum prisa
Som är wår högsta tröst
Melodin är en folkmelodi nedtecknad i Erfurt 1524, tryckt i den "världsliga" samlingen Erfurter Enchiridion och samma melodi som till psalmerna Du segern oss förkunnar (1819 nr 105) och Förlossningen är vunnen (1695 nr 119).
|  |
|  |

## Publicerad som
- Nr 172 i 1695 års psalmbok under rubriken "Påska Psalmer - Om Christi Upståndelse".
- Nr 110 i 1819 års psalmbok fortfarande med tio verser, under rubriken "Jesu kärleksfulla uppenbarelse i mänskligheten: Jesu uppståndelse (påskpsalmer)".
- Nr 214 i Sionstoner 1935 under rubriken "Passionstiden".
- Nr 110 i 1937 års psalmbok dock med fyra verser färre, under rubriken "Påsk".
- Nr 468 i Den svenska psalmboken 1986 med fyra verser, under rubriken "Påsk".
- Nr 190 i Lova Herren 1988 under rubriken "Påsk".